# Mark VI (важкий танк)
Mk VI — проєкт британського важкого танка часів Першої світової війни.

## Проєктування
Після складання планів щодо подальшої розробки танків Mark I до Mark IV, Комітет з постачання танків (Tank Supply Committee) в грудні 1916 замовив проєктування двох нових типів танків, Mark V та Mark VI. Марк V повинен був уособлювати найсучасніші функції, які все ще могли бути реалізовані на базі корпусу Mark I. Mark VI повинен був повністю відмовитися від старого корпусу, відображаючи лише деякі загальні принципи старого танка.
13 липня 1917 були представлені дерев'яні моделі обох танків. Оскільки жодних технічних креслень Mark VI не зберіглося, фотографії цієї частково незавершеної моделі, зроблені в цей день та 23 червня, є основним джерелом інформації про танк.
Mark VI мав зовсім інший корпус, у порівнянні з Mark V. Він був набагато вищий, гусениці були закруглені спереду. Бічні башти були замінені бічними дверима, в які були встановлені кулемети. Основним озброєнням була одинична 57-мм гармата, встановлена в передній частині танку. Водій сидів далі позаду у прямокутній конструкції, по боках якої були встановлені кулемети.
Корпус мав відокремлений моторний відсік на одній стороні, який також містив приводні колеса обох гусениць, при цьому привідний вал протилежної гусениці проходив через внутрішній простір корпусу. Були використані гусениці шириною 75 см.

## Скасування проєкту
У вересні 1917 Штаб США у Франції вирішив розгорнути власний американський танковий корпус з 25 батальйонами, у тому числі п'ять з важкими танками. Майор Джеймс А. Дрейн замовив 600 танків Mark VI, який був найдосконалішим на той час танком Британії. Однак це поставило під загрозу плани Альберта Джеральда Стерна, який хотів сприяти розвитку танка Mark VIII, спільного англо-американського проєкту. У грудні 1917 він наказав припинити проєкт Mark VI, ще до створення прототипу.